# Госпожа Динозавър
„Госпожа Динозавър“ е български семеен филм от 2002 година на режисьора Анри Кулев, по сценарий на Рада Москова. Оператор е Светлана Ганева. Музиката във филма е композирана от Любомир Денев, а художник е Атанас Янакиев.

## Сюжет
В навечерието на Коледа всички мечтаят за чудеса. Малката Нуша мечтае за топлина и обич в семейството си, които понякога й липсват. Баща й е неуспял актьор, а майка й закърпва семейния бюджет с малък бизнес. Те често се карат и Нуша страда от това.
В живота на детето неочаквано се появява една възрастна дама - баба на най-добрата й приятелка. Нуша я нарича „Госпожа Динозавър“. Двете се сприятеляват. Старата дама й помага с ценни съвети, за да преодолее някои трудности и да открие отговорите на редица въпроси, без да нарушава крехкия детски свят. 

## Актьорски състав
| Роля                  | Изпълнител           |
| --------------------- | -------------------- |
| г-жа Динозавър        | Мария Каварджикова   |
| майката               | Стефка Янорова       |
| бащата                | Иван Радоев          |
| чичо Ангел            | Любен Чаталов        |
| жената с птиците      | Мая Новоселска       |
| Нуша                  | София Каменарова     |
| Жужа                  | Мадлен Зурбeк        |
| бодигард              | Любомир Петкашев     |
| цветарката            | Александра Братанова |
| приятелката           | Йорданка Любенова    |
| майката на Жужа       | Линда Русева         |
| директорът на театъра | Тодор Мадолев        |
| богата дама 1         | Силвия Лулчева       |
| богата дама 2         | Милена Гераскова     |
| конферансие           | Мая Лисичкова        |
| клоун                 | Иван Москов          |
| секретарка            | Ернестина Шинова     |
| кукловод              | Сивина Сивинова      |
| кукловод              | Здравко Димитров     |
| кукловод              | Георги Георгиев      |
| кукловод              | Нелла Хаджиева       |
| кукловод              | Галина Савова        |
| момче с фуния         | Иван Чертанов        |